# Margret Göbl
Margret Göbl (* 26. Juni 1938 in Nürnberg; † 21. Juni 2013 in Essen) war eine deutsche Eiskunstläuferin, die im Paarlauf startete.
Ab 1959 trat Göbl mit ihrem späteren Ehemann Franz Ningel im Paarlauf an. Mit ihm wurde sie in den Jahren 1960 bis 1962 dreimal deutsche Meisterin im Paarlauf. Bei der Europameisterschaft 1960 in Garmisch-Partenkirchen gewannen Göbl und Ningel mit Bronze ihre erste internationale Medaille. Bei den Olympischen Spielen 1960 in Squaw Valley belegten sie den fünften Platz. 1961 in Berlin wurden sie Vize-Europameister, dabei unterlagen sie knapp Marika Kilius und Hans-Jürgen Bäumler. In ihrem letzten Jahr als Paarläufer errangen Göbl und Ningel 1962 sowohl bei der Europameisterschaft in Genf als auch bei der Weltmeisterschaft in Prag die Bronzemedaille.
Margret Göbl wuchs in Oberammergau auf. Seit 1973 arbeitete sie als Eiskunstlauflehrerin und lebte mit ihrem Ehemann Franz Ningel in Frankfurt am Main und in Duisburg.

## Ergebnisse

### Paarlauf
(mit Franz Ningel)
| Wettbewerb / Jahr        | 1959 | 1960 | 1961 | 1962 |
| ------------------------ | ---- | ---- | ---- | ---- |
| Olympische Winterspiele  |      | 5.   |      |      |
| Weltmeisterschaften      | 5.   | 4.   |      | 3.   |
| Europameisterschaften    | 4.   | 3.   | 2.   | 3.   |
| Deutsche Meisterschaften | 2.   | 1.   | 1.   | 1.   |